# Прата-ді-Принчипато-Ультра
Прата-ді-Принчипато-Ультра (італ. Prata di Principato Ultra) — муніципалітет в Італії, у регіоні Кампанія,  провінція Авелліно.
Прата-ді-Принчипато-Ультра розташована на відстані близько 230 км на південний схід від Рима, 55 км на схід від Неаполя, 9 км на північний схід від Авелліно.
Населення — 2961 особа (2014).
Щорічний фестиваль відбувається 25 липня. Покровитель — San Giacomo.

## Демографія
Населення за роками:

Станом на 1 січня 2023 року в муніципалітеті офіційно проживало 136 іноземців з 25 країн, серед них 32 громадяни країн Євросоюзу та 13 громадян України.

## Сусідні муніципалітети
- Альтавілла-Ірпіна
- Гроттолелла
- Монтефредане
- Монтемілетто
- Пратола-Серра
- Санта-Паоліна
- Туфо